# Zingiber neesanum
Zingiber neesanum là một loài thực vật có hoa trong họ Gừng. Loài này được John Graham miêu tả khoa học đầu tiên năm 1839 dưới danh pháp Alpinia neesana. Năm 1976, Thennilapuram Parasuraman Ramamoorthy chuyển nó sang chi Zingiber.

## Phân loại
Baker (1892) và Schumann (1904) đặt Z. neesanum trong tổ Lampuzium / Lampugium (= tổ Zingiber). Nó là một thành viên của nhóm Z. montanum; bao gồm Z. corallinum, Z. griffithii, Z. idae, Z. montanum, Z. neesanum, Z. purpureum, Z. tenuiscapus.

## Phân bố
Loài này có tại miền nam Ấn Độ và Myanmar. Môi trường sống là nền rừng trong các khu rừng hỗn hợp lá sớm rụng khô, ở cao độ 200–630 m.

## Mô tả
Cây thảo thân rễ sống lâu năm, cao 0,7–1,1 m. Thân rễ ruột màu vàng, rễ mọng với nhiều củ rễ màu trắng hình thoi, mùi thơm nồng, thơm hơn Z. cernuum và Z. nimmonii. Thân lá màu xanh lục ánh đỏ, có lông tơ. Lá 7 cặp; phiến lá thẳng-thuôn dài hình mác, dài 22–45 cm, rộng ~2-7,5 cm, mặt gần trục nhẵn nhụi, màu xanh lục sẫm, mặt xa trục có lông tơ, nhạt màu hơn, đỉnh nhọn tới nhọn thon, đáy tù tới nhọn, mép gợn sóng nhiều hay ít; lưỡi bẹ hình tam giác, dài 2–3 cm, rộng 3–4 mm, màu ánh trắng, dạng màng, có lông tơ; cuống lá dài 5–6 mm, màu xanh lục. Cụm hoa 1-2, mọc từ thân rễ, cách thân lá một khoảng cách nhỏ, hình trụ thuôn dài, dài 15–30 cm, rộng 3–6 cm; cành hoa bông thóc hình thoi hẹp, màu đỏ ánh xanh lục; cuống cụm hoa dài 30–60 cm, thanh mảnh, có nhiều bẹ lớn, tù, khô xác, màu ánh xanh lục hoặc ánh đỏ bao bọc. Lá bắc từ hình trứng ngược tới hình trứng rộng, nhọn tới tù, các lá bắc phía trên nhọn, dài 2,5–3,8 cm, rộng 1,8–2 cm, màu từ nâu đỏ gỉ sắt tới đỏ ánh tía, hình thuyền, rậm lông màu ánh đỏ. Lá bắc con hình mác, dài 2,5–3 cm, rộng 1,5 cm, chẻ tới đáy, màu xanh lục với các đốm tía ở mặt ngoài, có lông tơ nhỏ. Hoa màu trắng; đài hoa hình ống, dài 1,6–1,7 cm, rộng 1–1,3 cm, màu trắng, dạng màng, nhẵn nhụi, đỉnh hơi 3 răng; ống hoa dài 3–3,3 cm; tràng hoa 3 thùy, màu trắng ánh xanh lục, thùy tràng lưng hình mác, dài 2,3–3 cm, rộng 1–1,1 cm, lõm, các thùy tràng bên dài 2–3 cm, rộng 8–9 mm; cánh môi 3 thùy, màu trắng ánh vàng với sọc đỏ ánh tía tỏa hình quạt, nhẵn nhụi; thùy giữa dài 2,2–2,5 cm, rộng 2,4–2,6 cm, hình tròn tới hình trứng ngược-hình nêm, khía răng cưa ở đỉnh; các nhị lép bên dài 1 cm, rộng 0,6 cm, thuôn dài-hình trứng, màu trắng. Nhị dài 2,2–2,5 cm, màu trắng ánh vàng; chỉ nhị dài 4–6 mm; bao phấn màu vàng nhạt, dài 1,8–1,9 cm; mào bao phấn dài 8–9 mm, màu vàng nhạt, thuôn dài, hình trụ, uốn ngược. Bầu nhụy màu trắng, dài 7–8 mm, gần thuôn dài, có lông tơ, noãn đính trụ với hai hàng noãn ở mỗi ngăn; vòi nhụy hình chỉ, dài 5,8–6 cm; đầu nhụy màu trắng, mép có lông rung; tuyến trên bầu 2, thẳng, dài  4–5 mm, màu trắng ánh vàng. Quả nang hình trứng ngược tới elipxoit, màu nâu xỉn tới đỏ, có lông tơ, kích thước và hình dáng giống như quả trứng chim sẻ, dài 1,2 cm; hạt hình elipxoit ngắn, màu tía sẫm, bề ngang có rãnh ánh xám tro; áo hạt màu trắng, dạng sợi dài bao quanh toàn bộ. Ra hoa và tạo quả tháng 7-11, thời gian nở hoa là ban ngày.